# Ashok Leyland

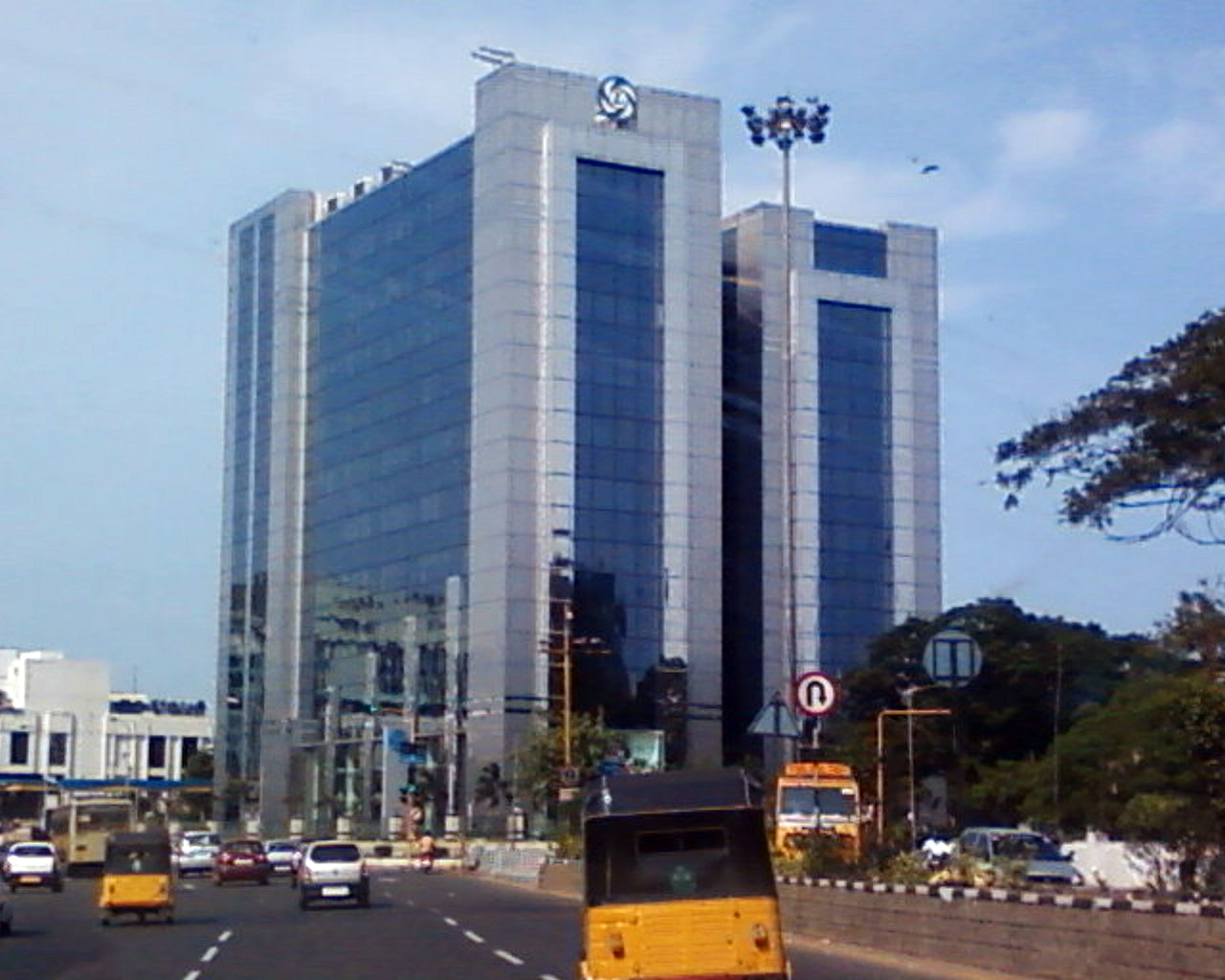
Firmensitz von Ashok Leyland in Chennai

Ashok Leyland ist ein börsennotierter indischer Nutzfahrzeughersteller.

## Geschichte
Das Unternehmen wurde im Jahr 1948 im indischen Madras als Ashok Motors gegründet, um Fahrzeuge des britischen Unternehmens Austin zu montieren. Sieben Jahre später wurde der Name nach der Beteiligung von Leyland in Ashok Leyland geändert. Im selben Jahr begann auch der Nutzfahrzeugbau.

### Übernahme durch Hinduja und Iveco
Im Jahr 1987 wurde Ashok Leyland von der indischen Firma Hinduja und von Iveco übernommen. Danach wurden auch Iveco-Lkw-Modelle mit ins Modellprogramm aufgenommen, so der von Iveco übernommene Ford Cargo als Ashok Leyland Ecomet. 
Ashok Leyland war 1993 der erste Indische Automobilhersteller, der nach ISO 9002 zertifiziert wurde.
Im Juli 2006 übernahm Hinduja alle Anteile von Iveco an der Holding.

### Nissan Ashok Leyland
Im Jahr 2007 schloss Ashok Leyland ein Joint Venture mit Nissan mit einer gemeinsamen Produktionsstätte in Chennai. Das Joint Venture besteht aus drei Unternehmen:
- Ashok Leyland-Nissan Pvt. Ltd.: Produktionsstätte in Chennai im Besitz von 51 % Ashok Leyland und 49 % Nissan
- Nissan Ashok Leyland Powertrain Pvt. Ltd.: Produktionsstätte für Motoren und Getriebe, 51 % Nissan und 49 % Ashok Leyland
- Nissan Ashok Leyland Technologies Pvt. Ltd.: Entwicklungszentrum im Besitz 50:50 von beiden Partnern.

Dr. V. Sumantran, Executive Vice Chairman der Hinduja Automotive Limited und Director von Ashok Leyland ist der Vorsitzende des Powertrain Unternehmens und im Aufsichtsrat der anderen beiden Unternehmen. 
Das Joint Venture wurde damals die größte finanzielle Investition im indischen Automobilbau. Erstes gemeinsames Produkt war der Ashok Leyland Dost.

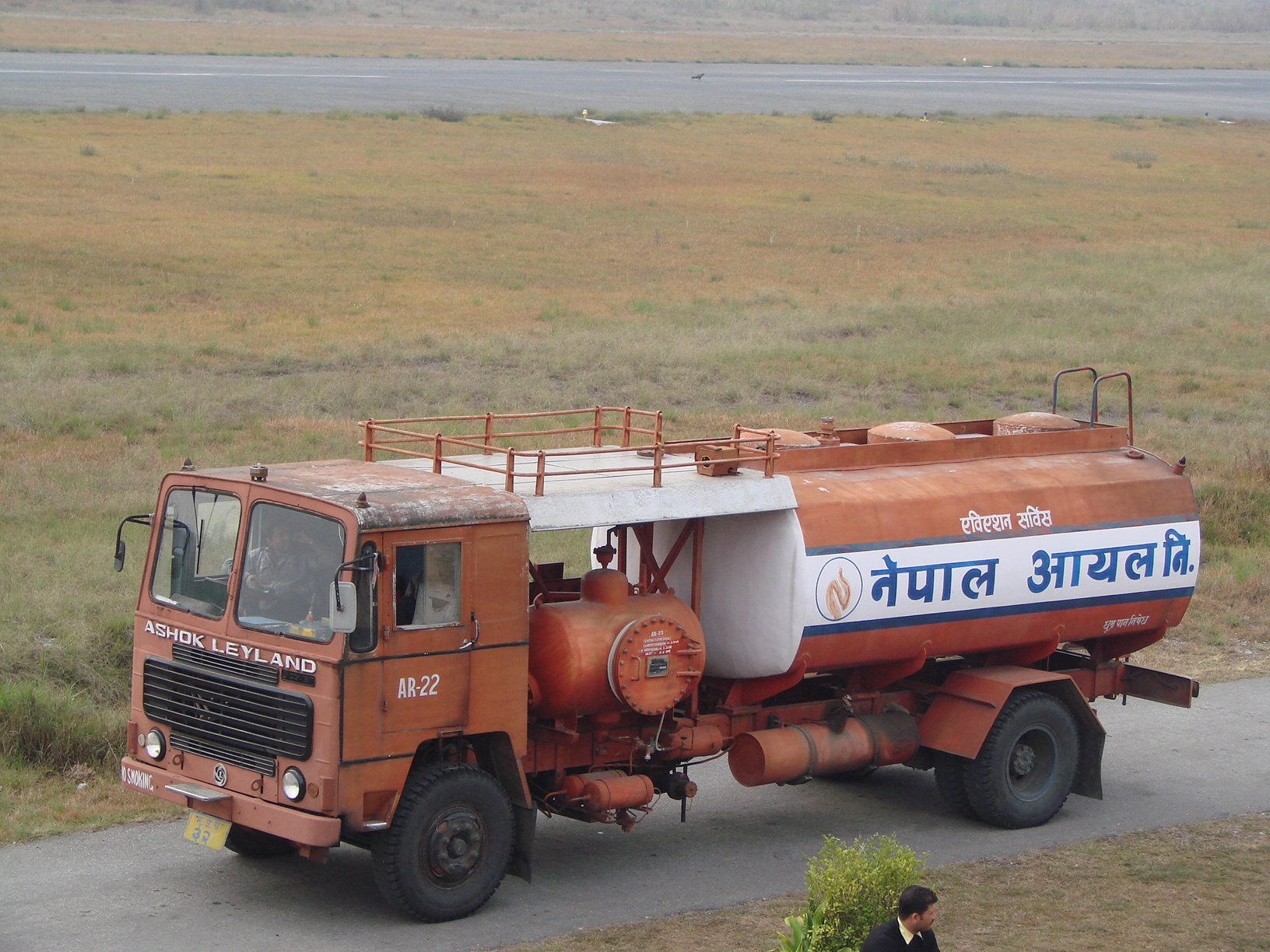
Ashok Leyland Comet Tanklaster in Nepal
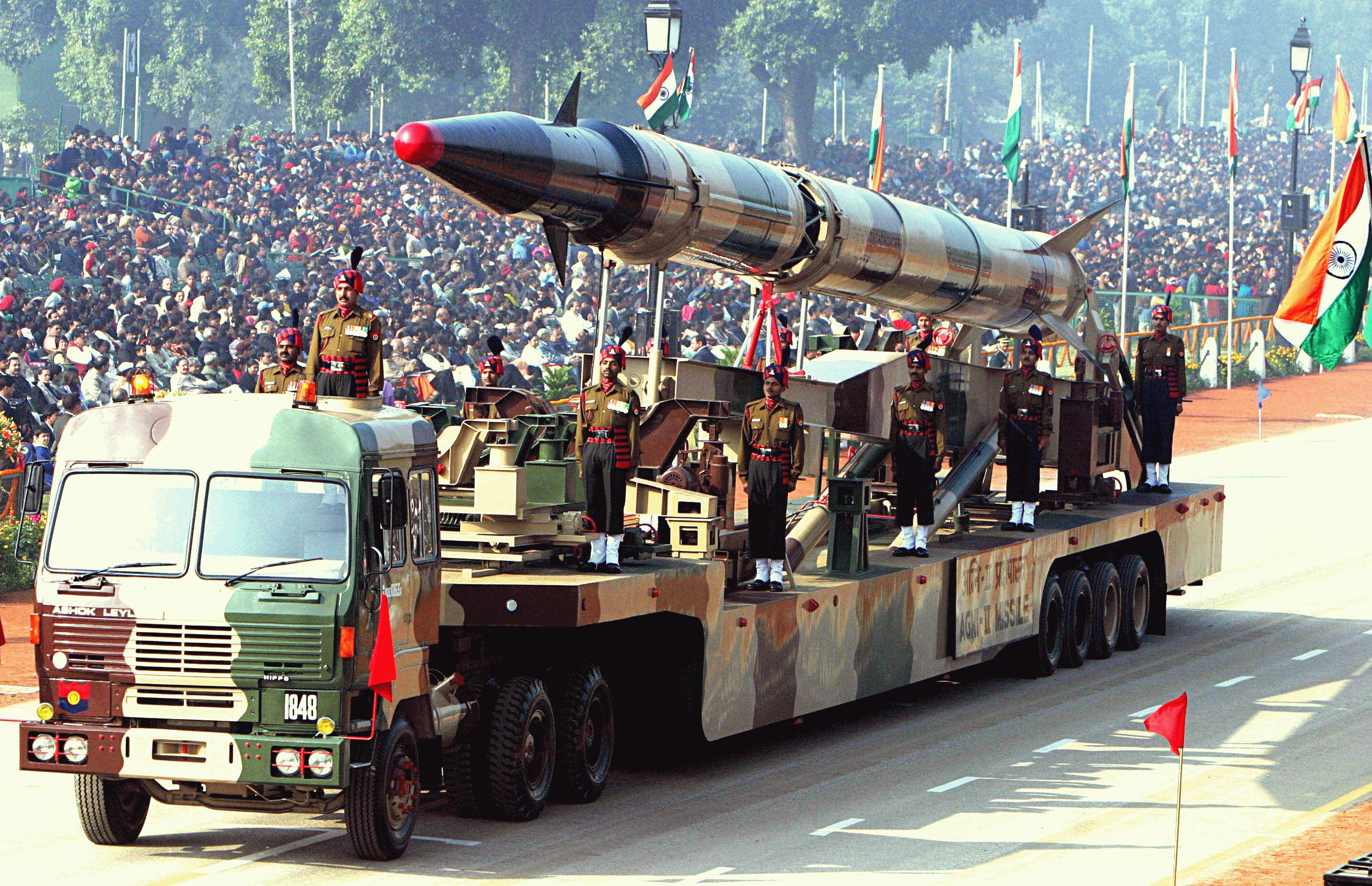
Raketentransporter von Ashok Leyland mit einer Mittelstreckenrakete (Basis Leyland Marathon)
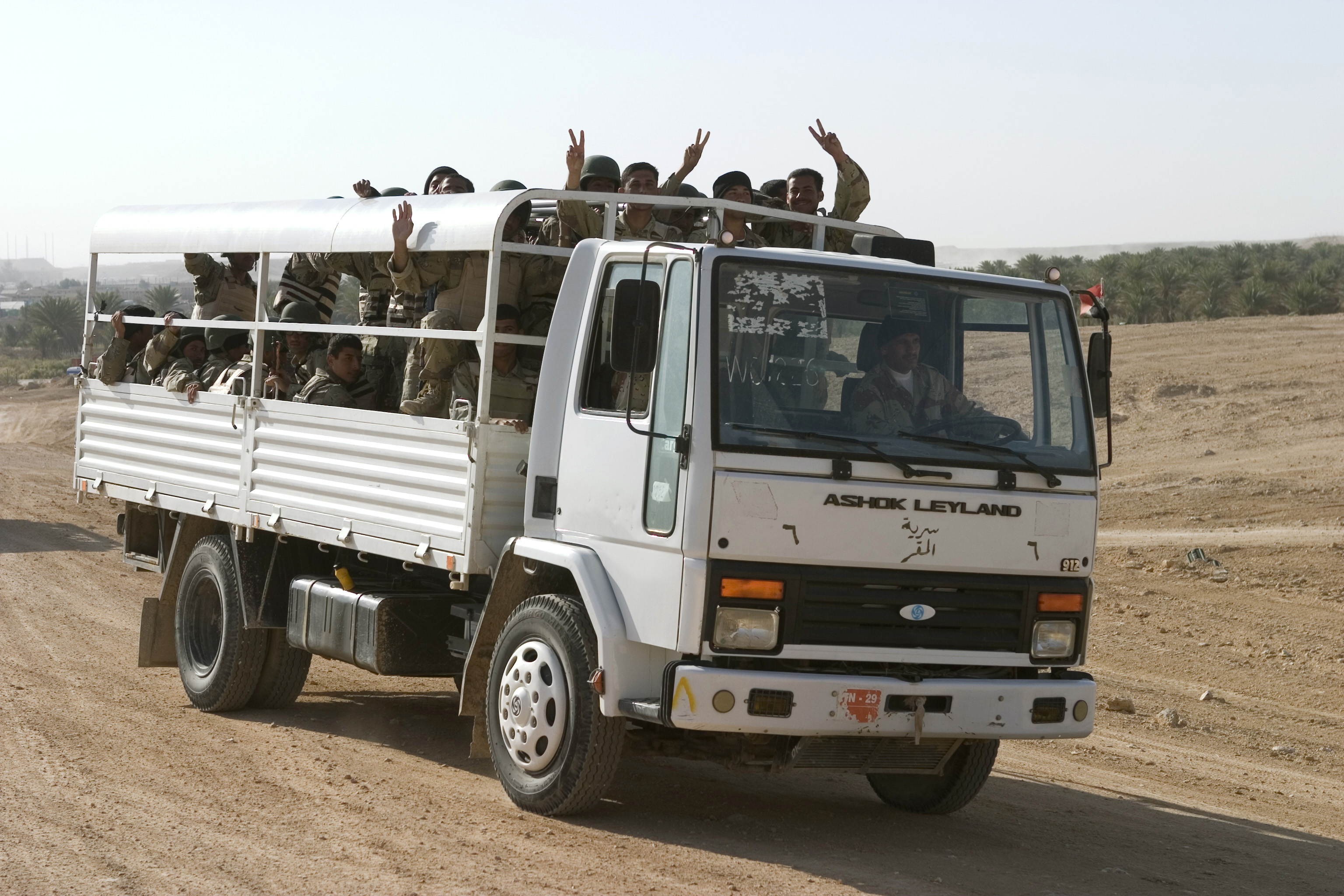
Ashok Leyland Ecomet der irakischen Armee
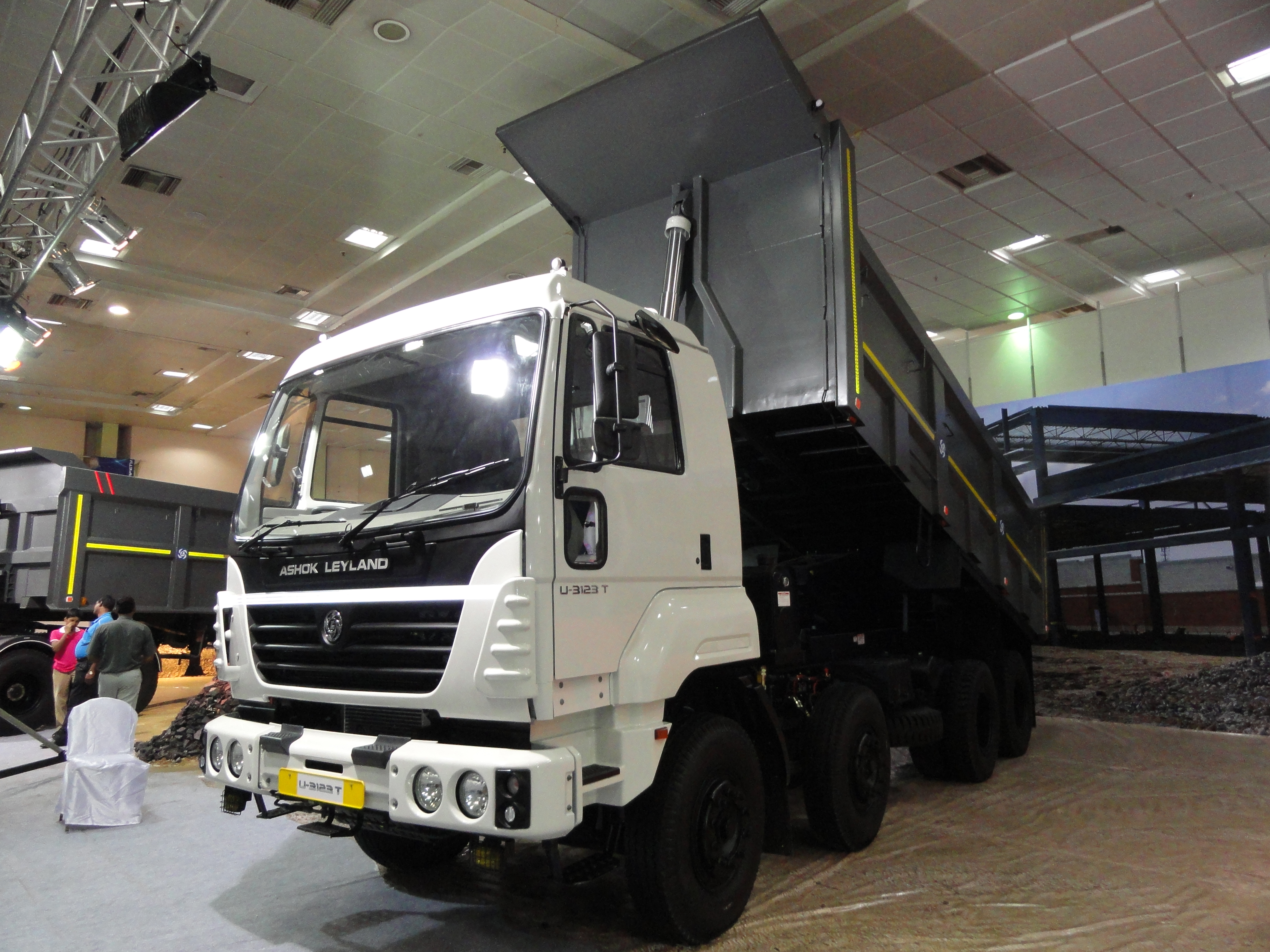
Ashok Leyland U-Truck
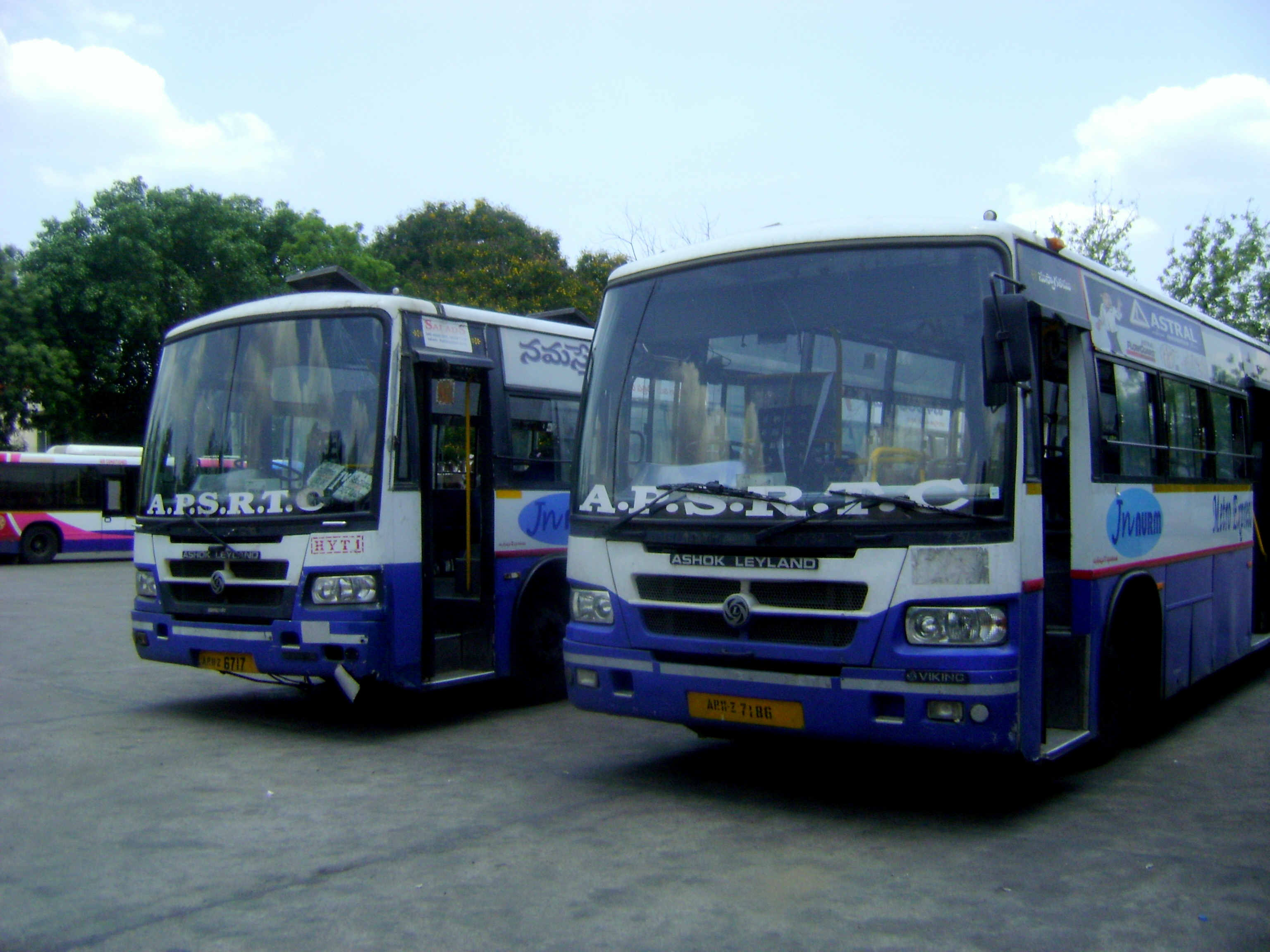
Ashok Leyland Viking

## Modelle

### Omnibusse
- Titan
- Luxura
- Viking BS-I, Viking BS-II, Viking BS-III (City Bus)
- Cheetah BS-I, Cheetah BS-II
- Panther
- 12M
- Stag Mini, Stag CNG
- 222 CNG
- Lynx
- Double Decker
- Vestibule Bus
- Airport Tarmac Coach
- Gensets

### Lastkraftwagen
- Comet 1611, 1612 H, 1613, H1613 H/2, 1613 ST (4x2)
- 4/51 GS
- Taurus 2516/2 (6x4) Kipper
- CT 1613 H/1 & H/2
- Bison Kipper
- Taurus HD 2516MT/1 (6x4)
- Taurus 2516 - 6X4
- 2516 H (6X2)
- Taurus 2516 - 6 X 2
- 4018 Sattelzugmaschine
- Artik 30.14 SZM
- Tusker Turbo SZM 3516
- Ecomet
- 4921
- U-Truck Kipper U-3123 U-2523 U-2518 U-1616 U-1618
- U-Truck SZM U-4923 U-4023 U-3518

### Kleintransporter
- Ashok Leyland Dost
- Ashok Leyland Stile (ab 2014)